# 29. Waffen-Grenadier-Division der SS RONA (russische Nr. 1)

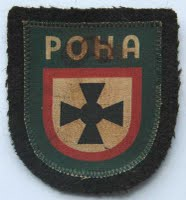
Förbandstecken för RONA.

29. Waffen-Grenadier-Division der SS RONA (russische Nr. 1), före inlemmandet i Waffen-SS Ryska nationella befrielsearmén (ryska: Русская Освободительная Народная Армия, Russkaja Osvoboditelnaja Narodnaja Armija, kyrillisk förkortning: POHA/latinsk förkortning: RONA), även känd som Kaminskijbrigaden (ryska: Бригада Каминского), var en kollaborationistisk rysk militär styrka som samarbetade med den tyska ockupationsmakten i Sovjetunionen under andra världskriget. 

## Tillkomst

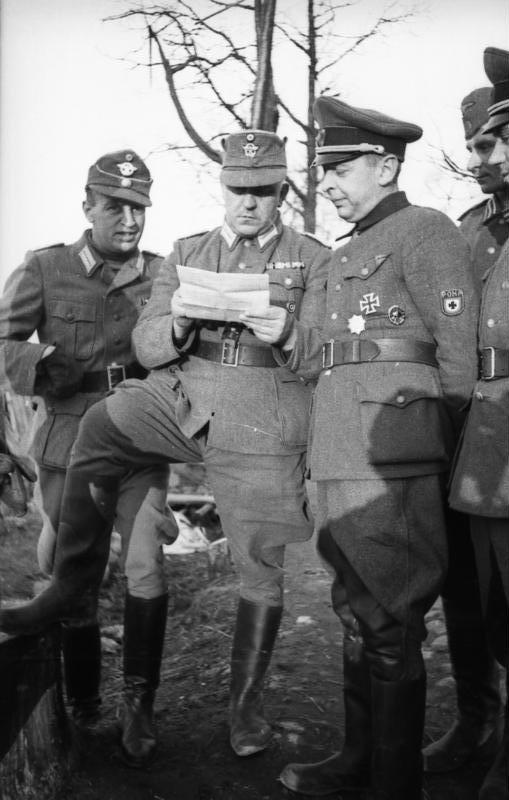
Bronislav Kaminskij (till höger) och tyska polisbefäl i mars 1944.

RONA bildades av Bronislav Kaminskij i östra Brjansk-området och styrde där över ett eget område känt som Republiken Lokot. Kaminskijbrigaden utmärkte sig för sina hänsynslösa bestraffningsaktioner mot motståndsrörelserna i Brjansk-regionen, Vitryssland och Polen. 
Ursprungligen agerade RONA som en milis i den autonoma Republiken Lokot (ryska: Локотская Республика) mot partisanerna i Brjansk-området. Den uppgick till omkring 10 000 man. Under perioden 19–27 juni 1942 gick 427 partisaner över till RONA; 65 av dessa anslöt sig till styrkan. Sommaren 1943 repade sig den sovjetiska motståndsrörelsen efter sina tidigare nederlag och RONA började lida stora förluster trots att styrkan fick tysk hjälp. Partisanerna förövade flera attentat mot Kaminskij.

## Strider
Medlemmarna ur RONA deltog i den tyska misslyckade operation Zitadelle vid Kursk (se slaget vid Kursk), varefter de blev tvungna att lämna republiken Lokot tillsammans med omkring 50 000 civila och retirerande tyska soldater. Senare deltog styrkan i tyskarnas allmänna partisanbekämpning under namnet Volksheer-Brigade Kaminski och inlemmades slutligen i Waffen-SS under namnet Waffen-Sturm-Brigade Rona. År 1944 ombildades Kaminskijbrigaden till 29. Waffen-Grenadier-Division der SS RONA (russische Nr. 1). Under denna period agerade styrkan ihop med Oskar Dirlewangers brigad genom sitt deltagande i operationerna mot de vitryska partisanerna, för vilket Kaminskij tilldelades Järnkorset.

## Warszawaupproret
En avdelning ur styrkan under ledning av major Jurij Frolov deltog i krossandet av Warszawaupproret i augusti–september 1944 varvid man begick grova krigsförbrytelser mot civilbefolkningen i stadsdelen Ochota (med bland annat plundring, våldtäkter och regelrätta massakrer). Kort därefter avled Kaminskij under oklara omständigheter. Enligt den tyska officiella förklaringen dödades han av polska partisaner, men enligt en annan uppgift arkebuserades han av en SS-tribunal i Litzmannstadt (Łódź) för olydnad och självsvåldighet som han uppvisade genom sin brutala behandling av civilbefolkningen i Warszawa. Det finns även en version enligt vilken Kaminskij skulle ha stupat under ett försök att övergå frontlinjen för att ta sig till västra Ukraina.

## Avveckling
I samband med Kaminskijs död omorganiserades styrkan och upplöstes helt senare samma år. Dess divisionsnummer togs över av en italiensk SS-division och de återstående 3 000–4 000 soldaterna i RONA överfördes till den nyligen bildade Ryska befrielsearmén under generallöjtnant Andrej Vlasovs befäl.

## Befälhavare
- 1–28 augusti 1944: Bronislav Kaminskij
- 28 augusti – 27 september 1944: Christoph Diehm
- 27 september – oktober 1944: Heinrich Jürs